# Италия (станция метро)
«Ита́лия» (итал. Italia) — станция метрополитена Катании. Расположена между станциями «Джуффрида» и «Галатеа».
Открыта 27 июня 1999 года в составе первой очереди строительства метрополитена «Борго» — «Порто».
Расположена в центре города.
Вблизи станции находятся: суд, районный суд, административный суд, Министерство образования, Департамент геологии Университета Катании, экономический факультет Университета Катании, местное управление здравоохранения.